# Альбулабан

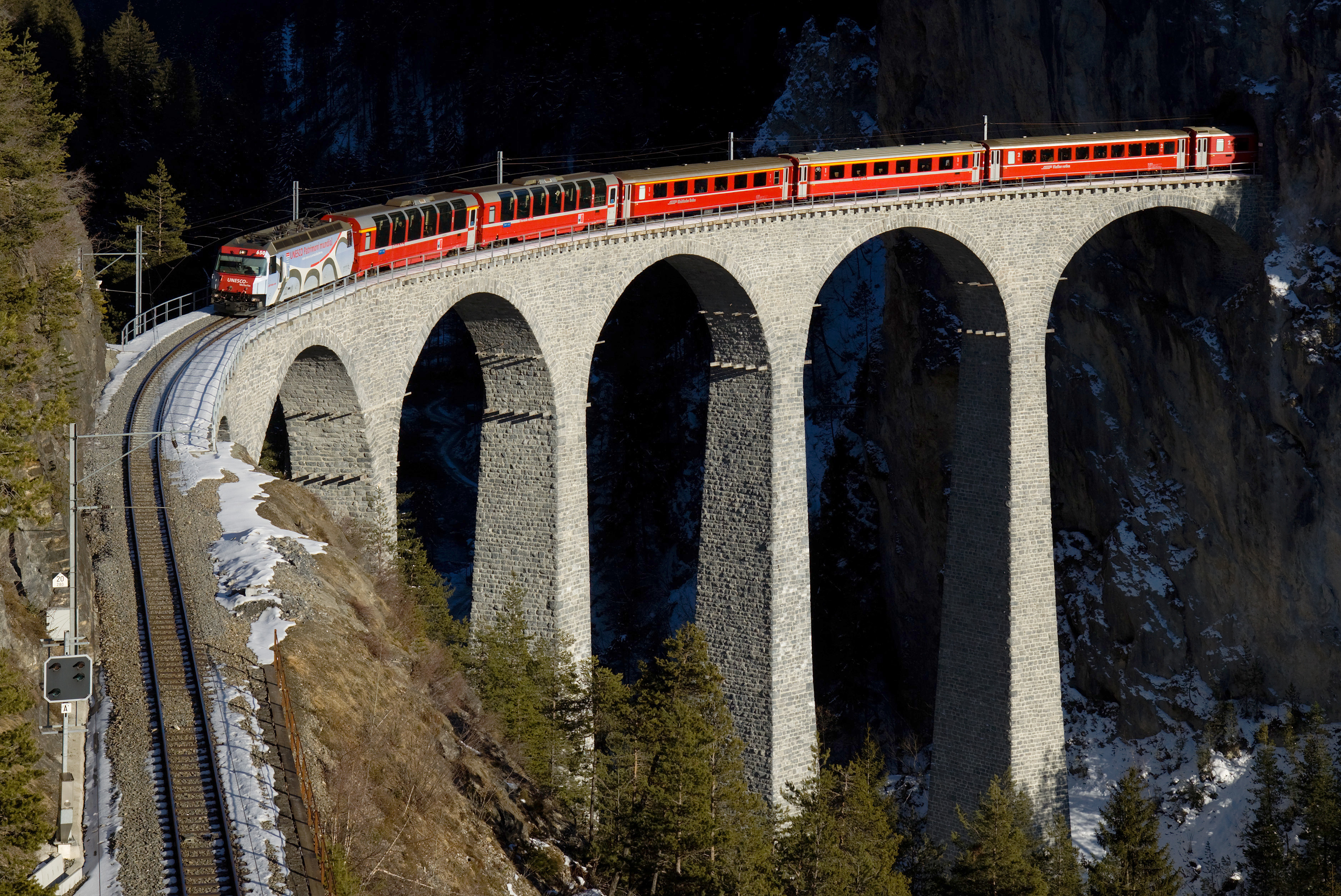
Льодовиковий експрес прямує віадуком Ландвассер

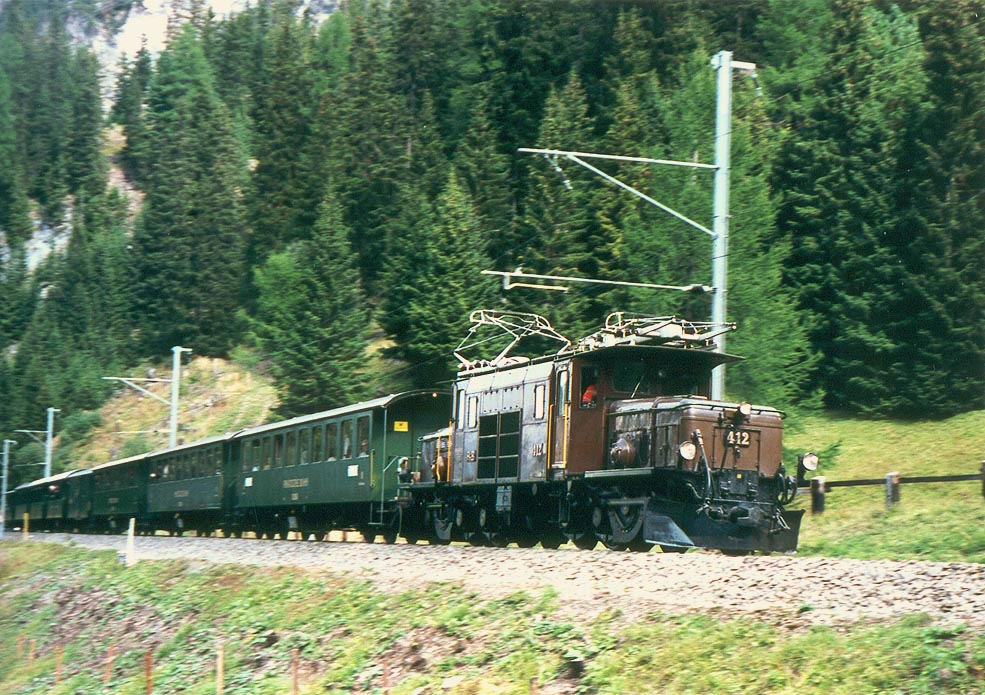
Стародавній електровоз біля Преда

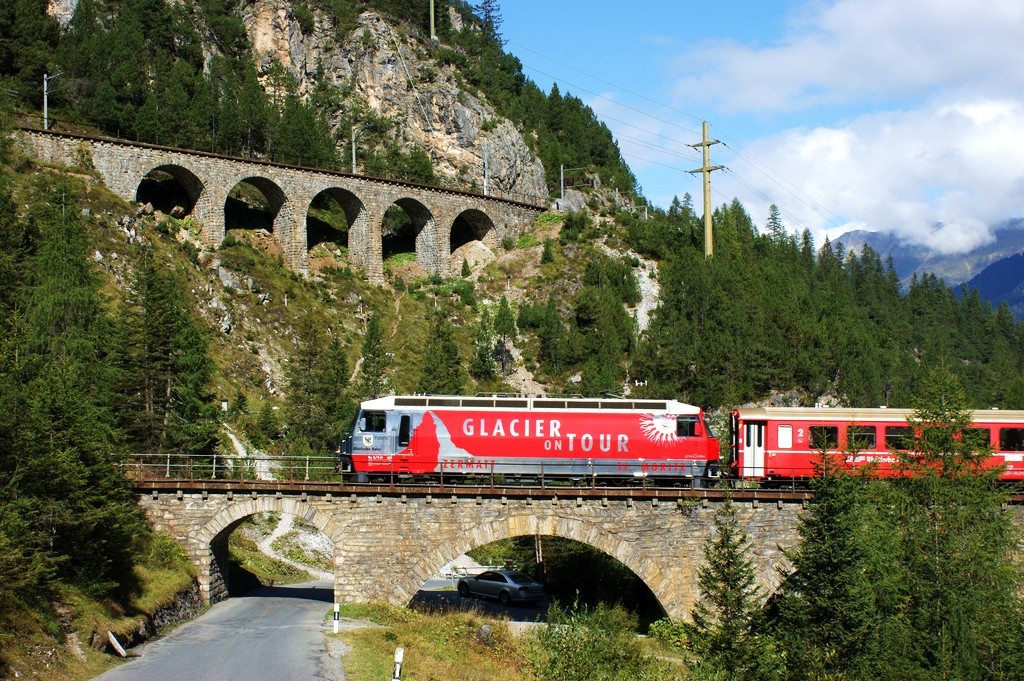
Льодовиковий експрес на серпантинах

46°24′32″ пн. ш. 10°01′11″ сх. д. / 46.408889° пн. ш. 10.019722° сх. д.
Альбулабан (нім. Albulabahn; італ. Ferrovia dell'Albula) — одноколійна вузькоколійна (1000 мм) залізниця, частина Ретійської залізниці (RhB) в кантоні Граубюнден, Швейцарія. Сполучає Тузіс на Хінтеррайн (697 m) зі спа-курортом Санкт-Моріц в Енгадіні (1774 m над рівнем моря).
Будівництво Албулабану було розпочато у вересні 1898 року. Відкриття відбулося 1 липня 1903 році, продовження дистанції до Санкт-Моріца 10 липня 1904 року. З його 55 мостами і 39 тунелями, 61,67-кілометрова лінія є однією з найбільш видовищних вузькоколійних залізниць в світі.
7 липня 2008 залізниці Альбулабан і Бернінабан (також є частиною RhB) були включені в список пам'ятників Всесвітньої спадщини ЮНЕСКО під назвою Ретійська залізниця в культурному ландшафті Альбула і Берніна.
Найвідоміші потяги, що прямують Альбулабаном, — це Льодовиковий експрес і Берніна-Експрес.

## Історія
Аж до 1890 року південний схід Швейцарії був надзвичайно погано охоплений залізницями. Альпійський транзит проходив Готтардбаном, так що будівництво трансконтинентальних залізниць в Граубюндені здавалося економічно недоцільним. Тільки успіх залізниці Ландкварт-Давос (LD) призвів до зміни цієї думки. У 1895 році LD змінила свою назву на Ретійська залізниця (RhB). Два роки по тому, на референдумі, в Граубюндені було вирішено, що RhB перейде у власність кантону. Ці дві зміни створили сприятливі умови для швидкого будівництва ліній RhB по значній частині кантону.
У 1890 році у Давосі отельєр Віллем Жан Хольсбер (Willem-Jan Holsboer) запропонував побудувати залізницю від Кура через Давос, і тунель під перевалом Скалетта у Санкт-Моріц, а потім через перевал Малоя, в Кьявенну, Італія. Пізніше йому довелося відмовитися від ідеї Скалеттбану (Scalettabahn) на користь маршруту через тунель Альбула. У 1895 році у Цюриху Адольф Гайер-Целлер запропонував ідею Engadine-Orient-Bahn, що з'єднав би Кур через Тузіс, Енгадін і перевал Офен, з Фіншгау і Трієстом. Целлер планував побудувати лінію стандартної європейської колії. Вона б пройшла під Альбульськими Альпами тунелем завдовжки 12 км від гирла Валь Тиш в долину Інн нижче Бевера. Як Офенбергбан, Східна Engadine-Orient-Bahn також була б з'єднана з Валь Мюстайр. 30 червня 1898 Федеральні Збори в Берні вирішили почати будівництво Альбулабан. Федеральні Збори тим самим також вирішили не будувати іншу залізницю європейської колії Юлійським перевалом.

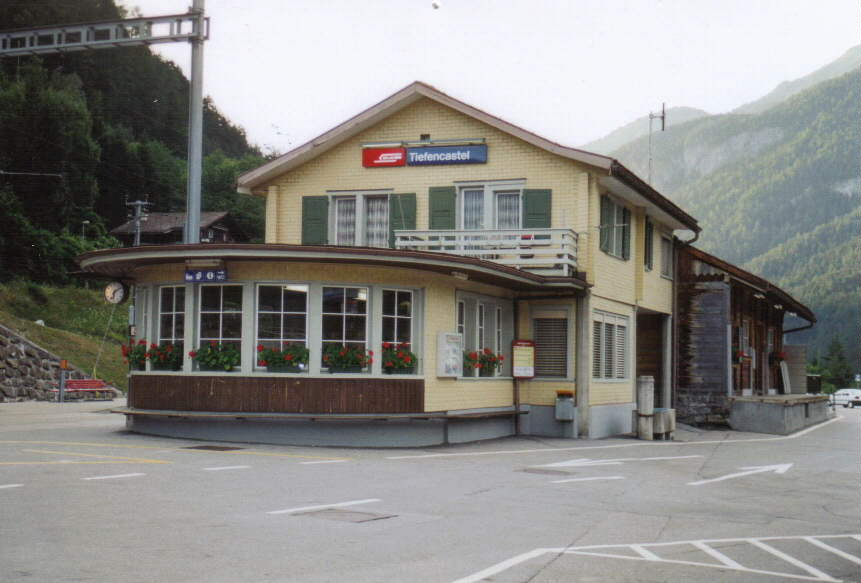
Станція Тіфенкастель

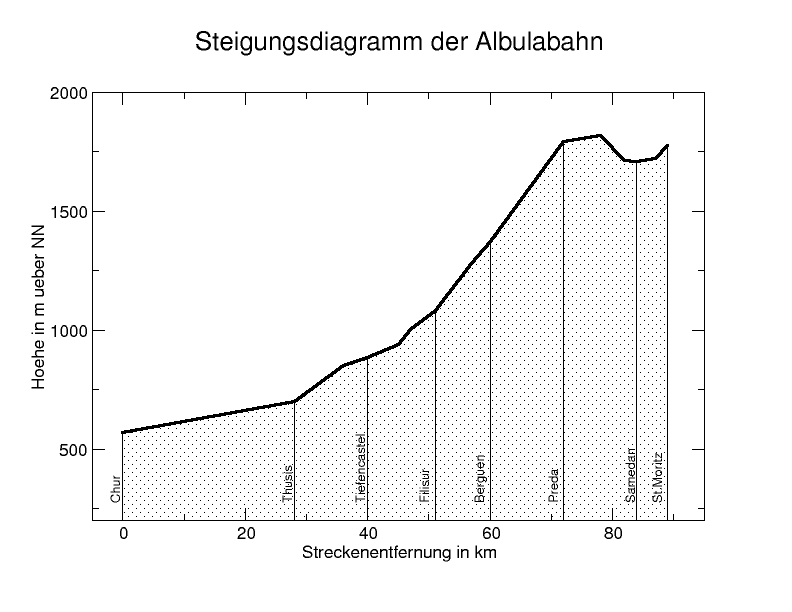
Схема висот Альбулабану

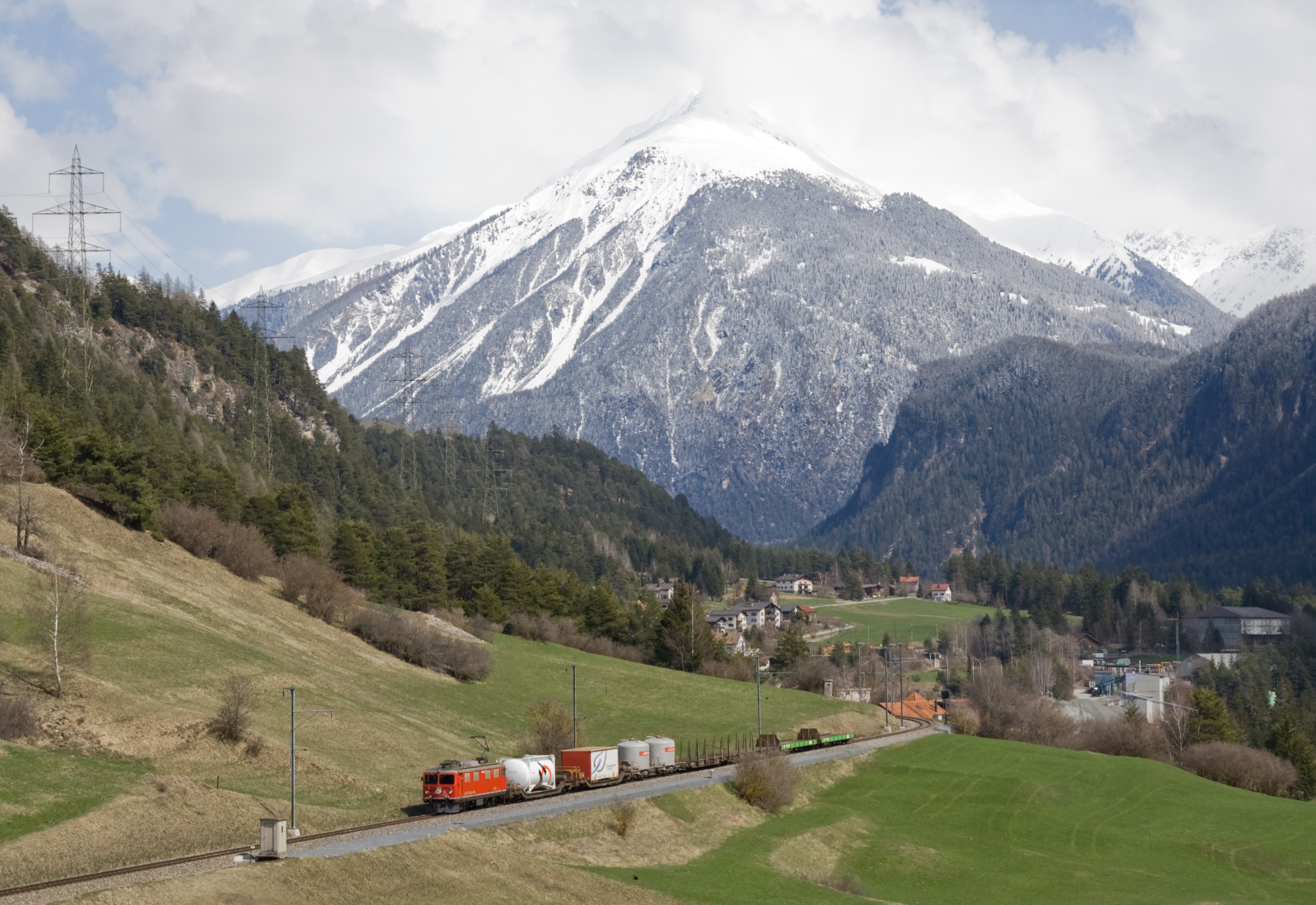
Вантажний поїзд між Тіфенкастель і Зурафа

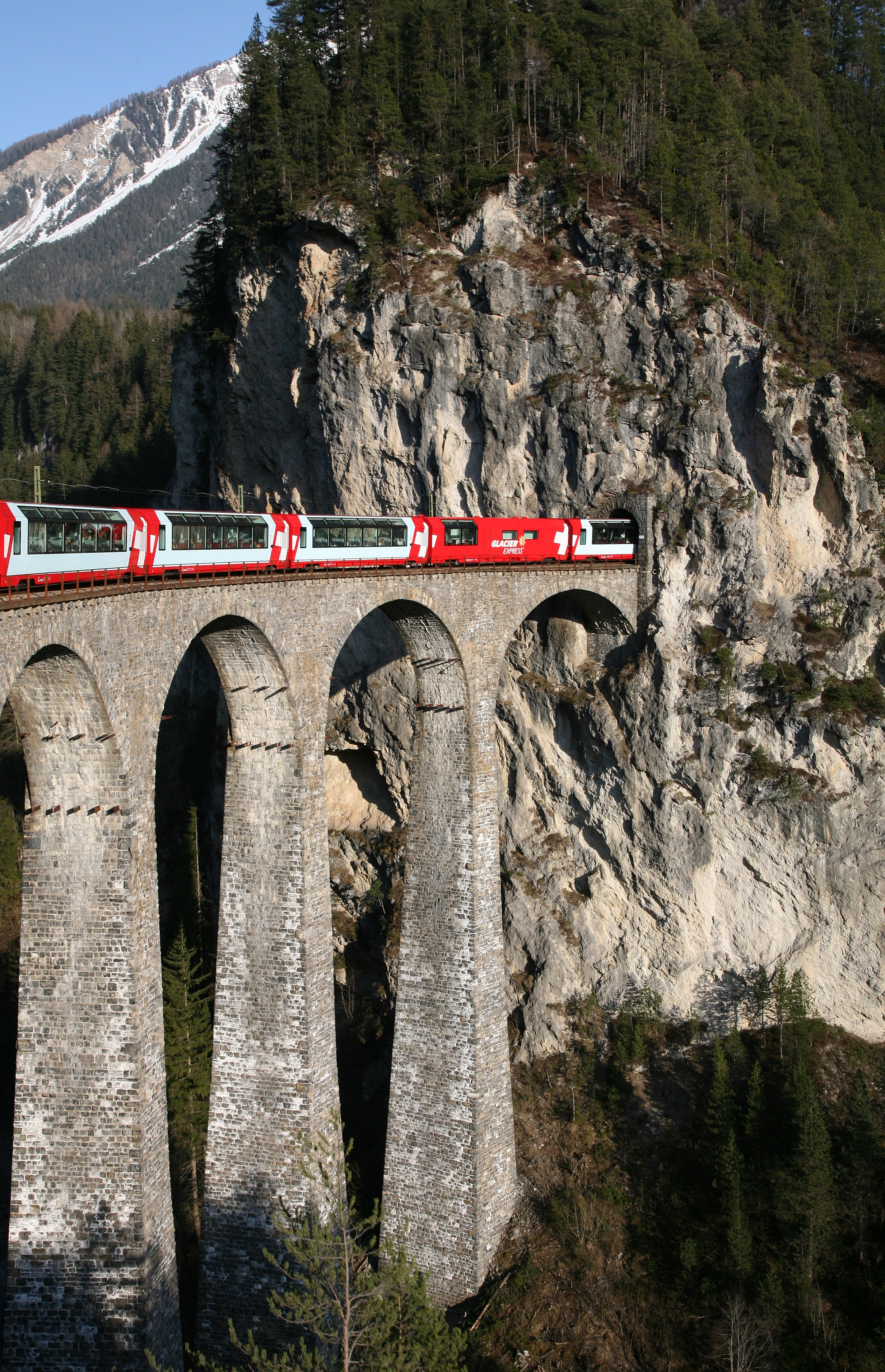
Панорамні вагони, на віадук Ландвассер біля Філізур

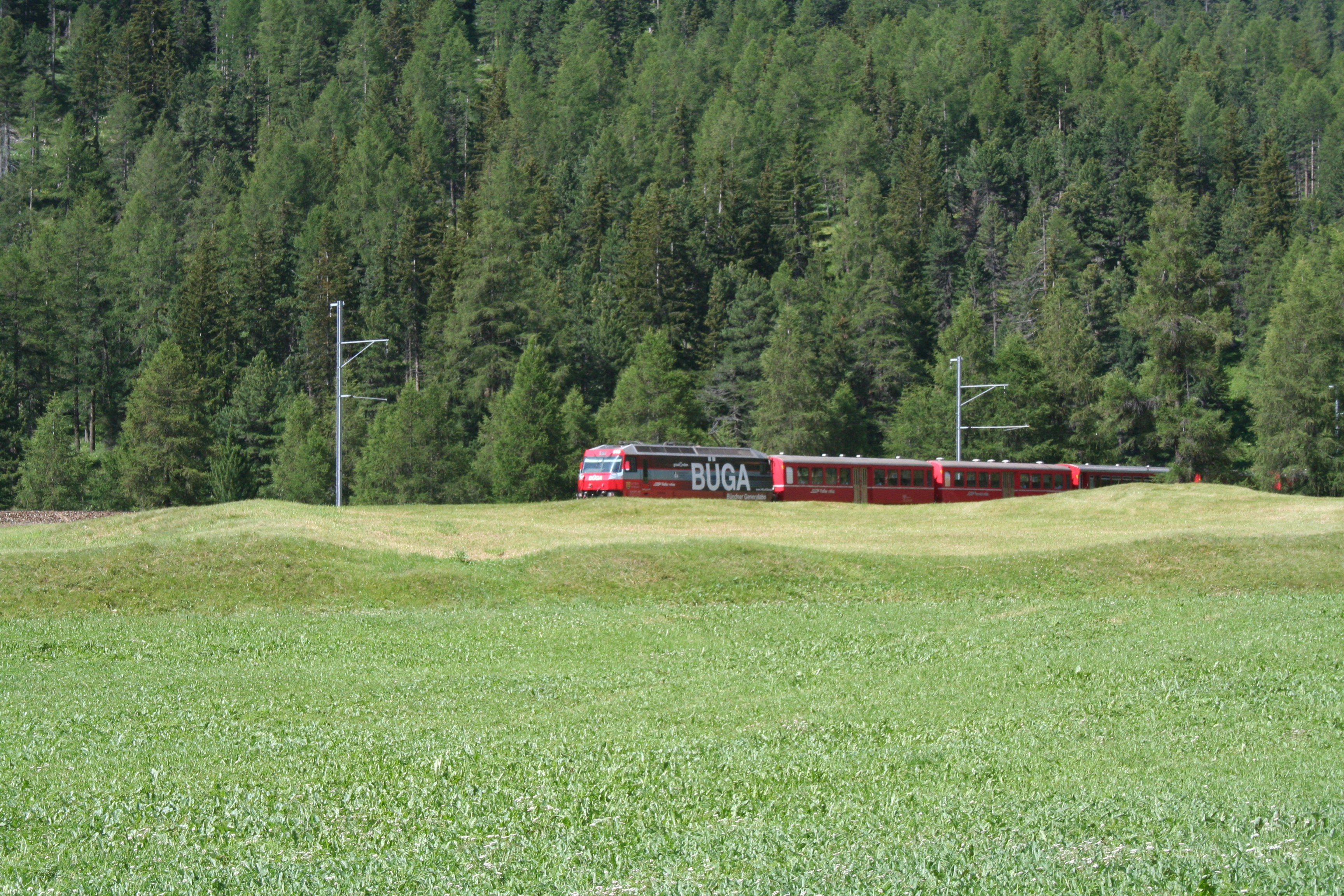
Поїзд біля Бевер

У 1896 р було всього 20 км залізничної лінії європейської колії в Граубюндені — і 90 км вузькоколійних залізниць. (Довжина ліній європейської колії залишилася незмінною і до цього дня, не рахуючи будівництва нової промислової лінії від Кура до Домат/Емс). Пріоритет було віддано будівництву залізничної лінії до спа в Санкт-Моріц, який в той час був у 14 годинах поїздки на диліжансі від Кура, кінцевої станції європейської колії.
Після того як була побудована лінія до Тузіса з Кура, 15 жовтня 1898 почалося будівництво Альбулабан. На відміну від Бернінабан, відкритої десять років по тому, і з самого початку повністю електрифікованої, залізниця Альбулабан була паровою за своєю концепцією. Так як паровози того часу були ще не дуже потужними, і в цілях забезпечення максимально можливої швидкості, максимальні ухили колії були обмежені 3.5 %, і також був встановлений великий мінімальний радіус кривої, проте все це потребує велику кількість інженерних споруд. Так, наприклад, було побудовано дуже багато віадуків. Особливо проблематичним був підйом між Бергюн і Преда, де, на відстані 5 км по прямій, необхідно було подолати різницю у висоті понад 400 м. Щоб залишитися в межах максимального ухилу, головний інженер проекту, Фрідріх Хеннінгс, спланував маршрут, який подовжує лінію до 12 км. Два вигнутих тунелі, три спіральних тунелі, і мости дозволили подолати ці проблеми, закрутивші лінію по долині.
Центральною частиною лінії став 5866-метровий Альбула-тунель, який проходить під вододілом Рейну і Дунаю в декількох кілометрах на захід від перевалу Альбула. Його максимальна висота 1,820 м над рівнем моря, це другий по висоті тунель в Швейцарії, після тунелю Фурка. Створення тунелю було ускладнено незвичайними проблемами, викликаними проникненням води, і це призвело до банкрутства будівельного підрядника. Всього 1316 осіб було залучено до будівництва тунелю Альбула, відбулося 16 нещасних випадків зі смертельними наслідками за участю працівників. Проте О 03:00 29 травня 1902 відбулася збійка тунелю в точці 3,030.5 м від північного порталу, і 2,835 м, від південного.
1 липня 1903 року було відкрито дистанцію між Тузіс і Селерина. RhB і муніципалітет Санкт-Моріца на той час ще не дійшли згоди з приводу місця для вокзалу Санкт-Моріца, відкриття 3-кілометрової ділянки, що залишилася, довелося відкласти до 10 липня 1904 року.
Брак вугілля під час Першої світової війни спонукала RhB електрифікувати лінію. 20 квітня 1919 року було електрифіковано перша секція лінії, між Бевер і Філізур. 15 жовтня 1919 року було електрифіковано дистанція до Тузіс.
З 1930 року Льодовиковий експрес розпочав курсування Альбулабаном. Берніна експрес був запущений після Другої світової війни.
Тягова підстанція у Бевері була модернізована у 1973 році. Послідовні розширення роз'їзних колій на станціях подовжило їх понад 260 м (850 ft) м, (довжина експрес-поїзда з 13 вагонами). Наприкінці 1990-х років RhB відкрив три коротких двоколійні ділянки — в Тузіс, в Філізур і після Преда — це поліпшило безперебійний рух поїздів. Решта частини лінії одноколійна, як раніше, і як і раніше в оригінальній конфігурації 1904 року.

## Аварії та інциденти
13 серпня 2014 року, пасажирський поїзд через зсув зійшов з рейок в Тіфенкастель, Граубюнден. Одинадцять людей отримали поранення.

## Опис залізниці
Альбулабан починається в Тузіс, де він з'єднується із залізницею Ландкварт — Кур, побудованої у 1896 році. За станцією Тузіс лінія перетинає Хінтеррайн, а також автобан А13, і входить в долину Альбула, яка, на схід від Тузіс, відома як Шиншлухт (Schinschlucht.) Навіть на цій частині, лінія проходить через безліч мостів і тунелів. Після станції Золіс, у 8 км від Тузіс, лінія перетинає Альбула в перший раз, по віадук Золіс заввишки 89 м, який є найвищим мостом Ретійської залізниці.
Між Тіфенкастел і Філізуром поїзд перетинає віадук Шміттентобель заввишки 35 м і завдовжки 137 м. Незадовго до Філізура поїзд досягає однієї з візитних карток Альбулабану і Ретійської залізниці в цілому — віадук Ландвассер заввишки 65 м, який по кривій радіусом 100 м веде прямо в тунель через скелі.
Станція Філізур є вузловою між Альбулабан і гілкою від Давос-Плац. Між станціями Філізур і Бергюн поїзд піднімається на 292 м, і проходить через перший спіральний тунель. Наступний перегін між станціями Бергюн і Преда, є найскладнішим на залізниці Альбула: для того, щоб подолати перепад висот 417 м між Бергюн і Преда, розташованими в 6,5 км один від одного по прямій, не вимагаючи надмірних ухилів або радіусів, маршрут було продовжено до 12 км за допомогою різних інженерних споруд (зокрема трьох спіральних тунелів, двох вигнутих тунелів і чотирьох шляхопроводів, які перетинають долину). Завдяки цьому лінія перетинає сама себе двічі. Залізничні фанати можуть також переглянути ділянку Бергюн-Преда з природної стежки, що примикає до лінії.
На хуторі Нац, біля Преда, лінія перетинає невелике плато, де розташована двоколійна ділянка завдовжки 1 км. Відразу після станції Преда (найвища станція Альбулабану (1,789 км над рівнем моря)) поїзд входить в Північний портал тунелю Альбула. Пройшовши крізь тунель і вокзал Шпінас біля південного порталу, поїзд спускається в Бевер. Тут є з'єднання із Енгадінбан, що прямує від Скуоль-Тарасп. На наступній станції, Самедан, відходить лінія на Понтрезіна. Берніна Експрес прямує цією гілкою, яка з'єднує Альбулабан і залізницю через перевал Берніна в Тірано, Італія . Льодовиковий Експрес курсує по головній лінії, через Селеріна, в Санкт-Моріц.
Спочатку планувалося продовжити залізницю через перевал Малоя, в Кіавенна, Італія, де мало бути з'єднання з італійською залізницею, що прямує уздовж озера Комо до Мілану. У світлі цих планів, до Санкт-Моріца станція була і залишається побудована як прохідний вокзал. Поки плани лінії швейцарською стороною пророблялися, на італійській стороні обмежувалися розпливчастими заявами про наміри. Перша світова війна і наступний економічний спад, не дали планам здійснитися. На середину 2010-х перевалом Малоя прямують транскордонні автобусні маршрути.

## Рух потягів
Між містами Кур і Санкт-Моріц кожен день ходять швидкісні щогодинні поїзда RegioExpress. Вони проходять дистанцію Тузіс — Санкт-Моріц за 1 годину 34 хвилини при середній швидкості 39 км/год. Ці потяги обслуговують тільки частину станцій, на інших же станціях поїзда вже перестали зупинятися з 1990-х років. У Зурафа і Альфаной потяги зупиняються в години позапікового навантаження. До деяких потягів чіпляються спеціальні туристичні панорамні вагони, для яких необхідні реєстрація та доплата. Також по лінії ходять спеціальні туристичні поїзди — Льодовиковий експрес з Церматт в Санкт-Моріц і Берніна експрес з Кура в Тірано.
На лінії велика кількість вантажних перевезень. Майже всі станції на лінії обслуговують вантажні поїзди; на великих станціях є (принаймні) один маневровий тепловоз. Найважливіші вантажі, що перевозяться транзитом лінією — пиломатеріали, цемент та інші будівельні матеріали, мінеральні масла і харчі.